# Of Queues and Cures
«Of Queues and Cures» — второй студийный альбом группы Кентерберийской сцены National Health, записанный и выпущенный в 1978 году.

## Об альбоме
В текущем рейтинге сайта Progarchives.com по состоянию на март 2013 года альбом занимает 11 место среди лучших альбомов Кентерберийской сцены.

## Список композиций
1. «The Bryden Two-Step (For Amphibians), Pt. 1» (Дейв Стюарт) — 8:54
2. «The Collapso» (Дейв Стюарт) — 6:19
3. «Squarer for Maud» (Джон Гривс) — 11:51
4. «Dreams Wide Awake» (Фил Миллер) — 8:50
5. «Binoculars» (Пип Пайл) — 11:45
6. «Phlakaton» (Пип Пайл) — 0:09
7. «The Bryden Two-Step (For Amphibians), Pt. 2» (Дейв Стюарт) — 5:31

## Состав музыкантов
- Джон Гривс — бас, вокал
- Фил Миллер — гитара
- Пип Пайл — барабаны, перкуссия
- Дейв Стюарт — клавишные

Также:
- Селвин Баптист — барабаны
- Рик Биддалф — бас, клавишные
- Питер Блегвад — вокал
- Джорджи Борн — бас, виолончель, вокал
- Джимми Хастингс — кларнет, бас-кларнет, флейта
- Фил Минтон — труба
- Пол Ниман — тромбон
- Кит Томпсон — гобой